# Arrondissement Mechelen
Arrondissement Mechelen (franska: Arrondissement de Malines, Arrondissement administratif de Malines) är ett arrondissement i Belgien.  Det ligger i provinsen Antwerpen och regionen Flandern, i den centrala delen av landet, 22 kilometer norr om huvudstaden Bryssel. Antalet invånare är cirka 324 311. Arean är 510 kvadratkilometer.

## Kommuner
Följande kommuner ingår i arrondissementet:

- Berlaar
- Bonheiden
- Bornem
- Duffel
- Heist-op-den-Berg
- Lier
- Mechelen
- Nijlen
- Putte
- Puurs
- Sint-Amands
- Sint-Katelijne-Waver
- Willebroek